# Темрезов, Тохтар Срапилевич
Тохтар Срапилевич Темрезов (карач.-балк. Темирезланы Срапилни джашы Тохтар (род. 13 октября 1985 года) — Мастер спорта международного класса (вольная борьба), по национальности карачаевец.

## Биография
Родился в городе Карачаевске (Карачаево-Черкесская Республика).
В 2002 году окончил среднюю школу №1 г.Карачаевска.
Тохтар Темрезов является мастером спорта международного класса,
у Тохтара есть ещё два старших брата Науруз Темрезов - заслуженный мастер спорта, трёхкратный обладатель Кубка Мира, и Курман Темрезов - мастер спорта международного класса.

## Спортивные достижения
- Победитель Первенства России среди юношей 1997 (Тула)
- Победитель Международного турнира среди юношей 1998 (Адлер)
- Победитель Всероссийского турнира среди юношей «Юность России» 1999 (Ставрополь)
- Победитель Всероссийского турнира среди юношей 2000 (Пятигорск)
- Призёр Первенства России среди юношей 2002 (Бугуруслан)
- Призёр Финального Первенства России среди юношей 2002 (Улан-Удэ)
- Чемпион Мира среди «малых народов» 2002 (Мальта)
- Чемпион России среди студентов 2003 (Ставрополь)
- Призёр Международного турнира памяти С.А Преображенского 2004 (Москва)
- Призёр Кубка России 2004 (Самара)
- Чемпион России среди юниоров 2004 (Черкесск)
- Чемпион России среди юниоров 2005 (Улан-Удэ)
- Победитель Международного турнира серии Гран-При 2005 (Италия)
- Победитель Международного турнира серии Гран-При 2005 (Республика Кипр)
- Призёр Чемпионата Мира среди юниоров 2005 (Вильнюс)
- Победитель Международного турнира «Степан Саркисян» 2005 (Ереван)
- Победитель Международного турнира серии Гран-При 2005 (Иран)
- Призёр Международного турнира Голден Гран-При Иван Ярыгин 2006 (Красноярск)
- Победитель Международного турнира серии Гран-при 2006 (Гавана, Куба)
- Призёр Чемпионата России 2006 (Нижневартовск)
- Победитель Международного турнира серии Гран-При 2006 (Швейцария)
- Победитель Международного турнира серии Гран-При Испании 2006 (Мадрид)
- Призёр Международного турнира Голден Гран-При Иван Ярыгин 2007 (Красноярск)
- Победитель Международного турнира серии Гран-При 2007 (Чикаго,США)
- Победитель Международного турнира серии Гран-При 2007 (Колорадо-Спрингс,США)
- Призёр Международного турнира Али Алиева 2007 (Махачкала)
- Призёр Международного турнира серии Гран-При 2007 (Ницца, Франция)
- Победитель Международного турнира серии Гран-При 2008 (Базель, Швейцария)
- Победитель Международного турнира серии Гран-При 2009 (Берлин, Германия)
- Призёр Международного турнира Али Алиева в весовой категории 120кг 2010 (Каспийск)
- Чемпион Азербайджана 2010 (Баку)
- Победитель Международного турнира в весовой категории 120кг 2010 (Анкара)
- Призёр Международного турнира Яшар Догу в весовой категории 120кг 2010 (Стамбул)
- Победитель Международного турнира серии Гран-При 2010 (Лейпциг, Германия)
- Призёр Кубка Мира 2010 (Москва)
- Победитель Международного турнира серии Гран-При в весовой категории 120кг 2010 (Ницца, Франция)
- Победитель Международного турнира серии Гран-При 2011 (Женева, Швейцария)
- Чемпион Мира по польской борьбе 2015 (Польша)

## Награды

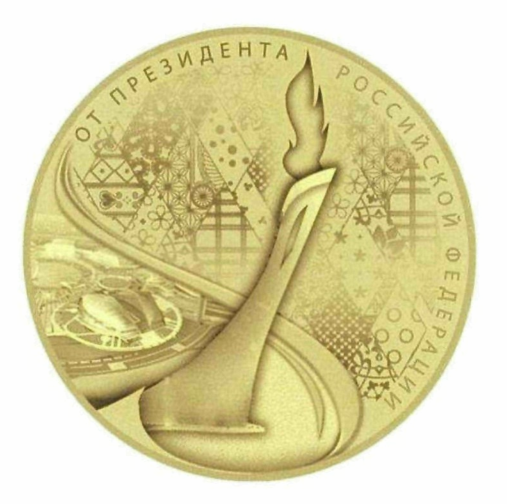
От Президента Российской Федерации В.В Путина

- Почётная грамота Правительства Карачаево-Черкесской Республики (2002)
- Почётная грамота Президиума Народного Собрания (Парламента) Карачаево-Черкесской Республики (2018)
- Награждён грамотой и медалью Президента Российской Федерации В.В Путина «За значительный вклад в подготовку и проведение XXII Олимпийских зимних игр и XI Паралимпийских зимних игр 2014 года в г. Сочи
- Заслуженный работник физической культуры Карачаево-Черкесской Республики
- Почётная грамота Народного Собрания (Парламента) Карачаево-Черкесской Республики (2021)